# Salmijärvi (Gällivare socken, Lappland, 741909-171206)
Salmijärvi är en sjö i Gällivare kommun i Lappland och ingår i Råneälvens huvudavrinningsområde.